# Dominik Tarczyński

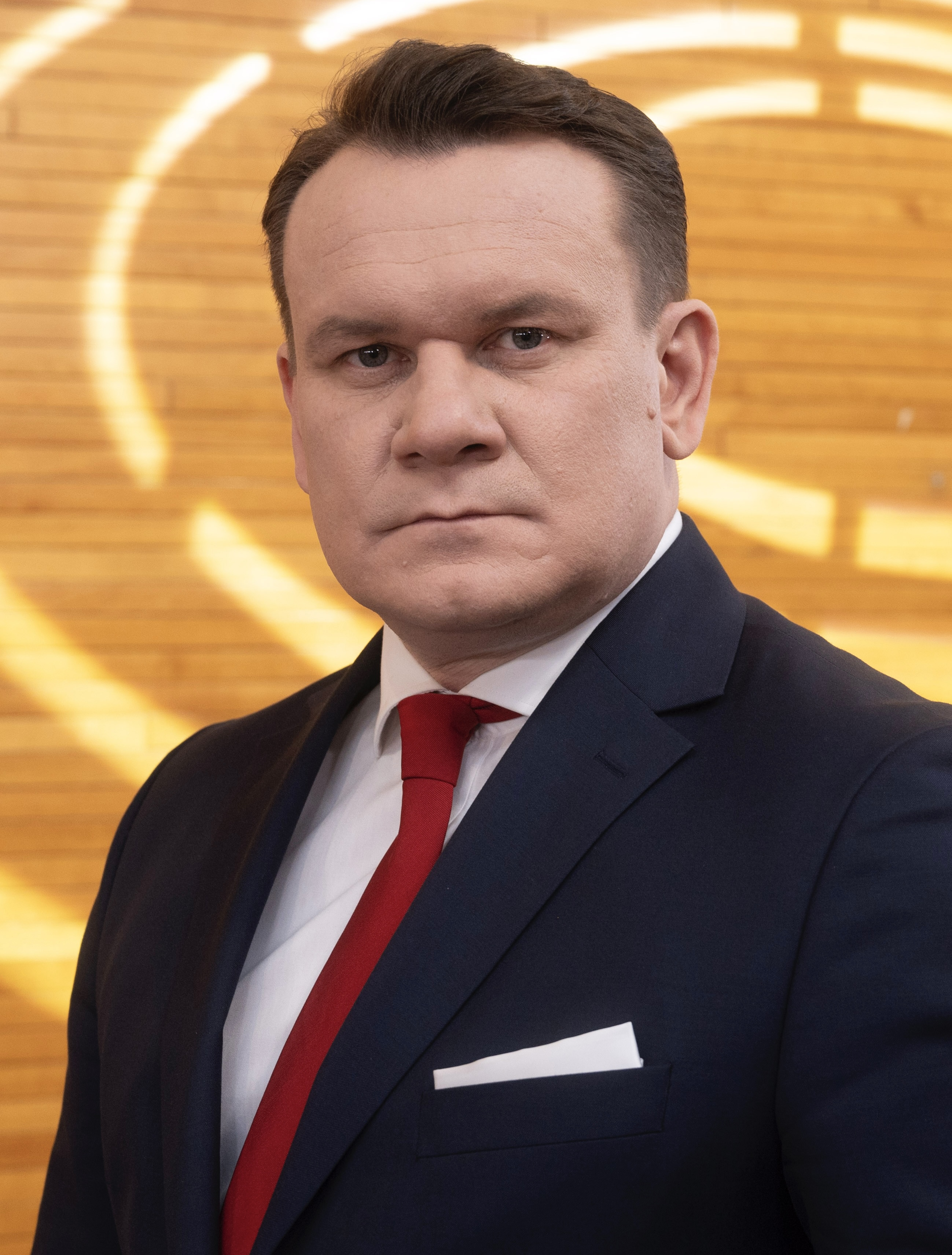
Dominik Tarczyński (2024)

Dominik Tarczyński (* 27. März 1979 in Lublin) ist ein polnischer Politiker (PiS, PJN, SP, PR) und Jurist. Er gehörte von 2015 bis 2020 dem Sejm in der VIII. und IX. Wahlperiode an. Seit 2020 ist er Mitglied des Europäischen Parlaments.

## Leben und Beruf
Dominik Tarczyński schloss das Studium der Rechtswissenschaft an der Katholischen Universität Lublin 2006 ab. In verschiedenen Laienfunktionen war er im katholischen Umfeld tätig, u. a. als Radiomoderator. Er arbeitete bei zwei Sendern des TVP-Verbunds.

## Politik
Tarczyński kandidierte bei den Selbstverwaltungswahlen 2010 kandidierte 2010 erfolglos auf der Liste der Prawo i Sprawiedliwość (PiS) für den Sejmik der Woiwodschaft Heiligkreuz. Anschließend beteiligte er sich an der Gründung Polska Jest Najważniejsza, verließ diese aber schon nach wenigen Wochen wieder. 2011 war er Mitbegründer der Solidarna Polska (SP). Im April 2014 verließ er die SP wieder und schloss sich der Prawica Rzeczypospolitej an, für die er bei den Selbstverwaltungswahlen 2014 ohne Erfolg auf der PiS-Liste zum Sejmik in Heiligkreuz kandidierte. Er war von 2015 bis 2020 Mitglied des Sejm. Dabei wurde er bei den Parlamentswahlen 2015 als Parteiloser auf der Liste der PiS und nach dem Parteibeitritt 2016 als PiS-Mitglied 2019 im Wahlkreis Kielce gewählt. Bei der Europawahl 2019 wurde er zunächst nicht ins Europaparlament gewählt, erhielt 2020 nach dem Brexit jedoch ein frei gewordenes Mandat im Europaparlament der 9. Wahlperiode. Er gehörte den Ausschüssen für auswärtige Angelegenheiten, Außenhandel, Binnenmarkt und Verbraucherschutz sowie der Delegation für die Beziehungen zu den USA an. Er befasste sich auch mit der völkerrechtlichen Problematik der angegriffenen Ukraine. Bei der Europawahl 2024 wurde er wiedergewählt und gehört seitdem der Fraktion Europäische Konservative und Reformer an.